# Diplocephalus dentatus
Diplocephalus dentatus là một loài nhện trong họ Linyphiidae.
Loài này thuộc chi Diplocephalus. Diplocephalus dentatus được Albert Tullgren miêu tả năm 1955.